# Махмудбеков, Габиб-бек Гаджи Ибрагим Халил оглы
Габиб-бек Гаджи Ибрагим Халил оглы Махмудбеков (азерб. Həbib bəy Hacı İbrahimxəlil bəy oğlu Mahmudbəyov; 1864, Шемахы — 1928, Баку) — азербайджанский педагог, публицист, известный просветитель, член Бакинской городской думы.

## Биография
Родился в 1864 году в Шемахе. Окончил реальное училище в Баку. После окончания Тифлисского учительского института (1887) учительствовал в Баку.
Создатель вместе с Султан Меджидом Ганизаде первого русско-татарского народного училища в Баку в 1887 году. С 1892 года заведующий 1-й русско-татарской одноклассной начальной школой в Ичери-шехер (Крепость). 
С 1902 года гласный Бакинской городской думы. Член училищной комиссии думы. 
С 1913 года член попечительного совета Бакинской Мариинской женской гимназии и инспектор Бакинского Алексеевского шестиклассного училища, губернский секретарь. С 1915 года инспектор 3-го Бакинского высшего начального училища, титулярный советник. Был делегатом I съезда азербайджанских учителей. С 1916 года отошел от педагогической деятельности. 
Габиб-бек Махмудбеков был также одним из организаторов национального азербайджанского театра. После возвращения в 1887 году из Тифлиса в Баку он, собрав вокруг себя энтузиастов любителей театра, организовывал на первых порах домашние спектакли. В работе труппы Махмудбекова принимали участие Султан Меджид Ганизаде, Джангир Зейналов, Наджафкули Велиев и Нариман Нариманов. 15 января 1895 года работа труппы впервые была показана широкой общественности на сцене театра Тагиева. Была осуществлена постановка пьесы Наримана Нариманова «Наданлыг» («Невежество»), а сам автор выступил в заглавной роли.
В первые годы Советской власти (1921-1927) Габиб-бек Махмудбеков работал заместителем директора, директором Высшего педагогического института.
Умер в Баку в 1928 году.